# Henri de Bornier
Henri de Bornier (ur. 25 grudnia 1825 w Lunel, zm. 28 stycznia 1901 w Paryżu) – francuski poeta, dramaturg i krytyk teatralny. Członek Akademii Francuskiej oraz Towarzystwa Literatów Francuskich. Oficer Legii Honorowej.

## Życiorys
Henri de Bornier urodził się 25 grudnia 1825 w Lunel w departamencie Hérault. Do Paryża przybył w 1845, by studiować prawo. W tym samym roku opublikował tom poezji Les Premieres Feuilles, a dyrekcja Comédie-Française przyjęła jego sztukę Le Mariage de Luther.
Otrzymał stanowisko w bibliotece Arsenału, w której pracował przez pół wieku (w 1889 został jej dyrektorem). W 1875 w Comédie-Française wystawiano jego sztukę – heroiczny dramat Córka Rolanda z Sarah Bernhardt w roli Berthy. Akcja skupia się na miłości Geralda, syna zdrajcy Ganelona, do córki Rolanda. Patriotyczny temat i szlachetność postaci Geralda, który wyrzeka się Berthy po tym, gdy dowiaduje się o swoim prawdziwym pochodzeniu, zapewniły sztuce sukces (konflikt między honorem a miłością i wzniosły nastrój dramatu tworzyły porównania z Pierre’em Corneille’em).
Do innych jego ważnych sztuk zalicza się: Dimitri (1876) – libretto opery Victorina de Joncières – i dramaty Les Noces d’Allila (1880) oraz Mahomet (1888). Ostatnia z wymienionych, opowiadająca o islamskim proroku, została w 1890 zakazana przez sułtana osmańskiego Abdülhamida II.
Był krytykiem w „Nouvelle Revue” w latach 1879–1887. Jego Poésies complètes opublikowano w 1894. Zmarł 28 stycznia 1901 w Paryżu.

## Odznaczenia
W 1891 otrzymał Order Legii Honorowej w klasie Oficera.